# Борсук Іван Михайлович
Іван Михайлович Борсук (18 січня 1993, с. Старе Місто, Україна — 9 липня 2022, м. Часів Яр, Донецька область, Україна) — український військовослужбовець, солдат Збройних сил України, учасник російсько-української війни. Кавалер ордена «За мужність» III ступеня (2023, посмертно).

## Життєпис
Іван Борсук народився 18 січня 1993 року в селі Старому Місті, нині Підгаєцької громади, Тернопільського району на Тернопільщині.
Мобілізований 3 березня 2022 року, в червні того ж року виїхав на схід. Загинув 9 липня 2022 року під час ракетного обстрілу м. Часів Яр на Донеччині.
Залишилися батьки та двоє братів.

## Нагороди
- орден «За мужність» III ступеня (9 січня 2023, посмертно) — за особисту мужність і самовідданість, виявлені у захисті державного суверенітету та територіальної цілісності України, вірність військовій присязі[1].